# Leïla Slimani
Leïla Slimani (Rabat, 1981. október 3. –) marokkói-francia író és újságíró. Emellett francia diplomata, mint Emmanuel Macron francia elnök személyes képviselője az Organisation internationale de la Frankophonie-nál. 2016-ban elnyerte a Goncourt-díjat a Chanson douce című regényéért.

## Élete
Anyai nagyanyja, Anne Dhobb (született: Ruetsch; 1921–2016) Elzászban nőtt fel. 1944-ben, Franciaország felszabadulása közben ismerkedett meg leendő férjével, Lakhdar Dhobbbal, a francia gyarmati hadsereg marokkói ezredesével. A háború után visszakísérte Marokkóba, ahol Mekneszben éltek. Anne Dobbs önéletrajzi regénye 2003-ban jelent meg; ő lett az első író a családban. Lánya (Slimani anyja) Béatrice-Najat Dhobb-Slimani fül-orr-gégész, aki hozzáment a francia végzettségű marokkói Othman Slimani közgazdászhoz. A párnak három lánya született; Leïla Slimani a középső.
Leïla Rabatban született 1981. október 3-án; liberális, francia nyelvű háztartásban nőtt fel, és francia iskolákba járt. Gyermekkorában egy fontos törés következett be 1993-ban, amikor az apját hamisan belekeverték egy pénzügyi botrányba, és elbocsátották a CIH Bank elnöki posztjáról (később hivatalosan is felmentették).
17 éves korában Marokkóból Párizsba ment, hogy a Sciences Po és az ESCP Europe egyetemeken politológiát és médiatudományokat tanuljon. Érettségi után átmenetileg színészi karriert fontolgat, elvégezte a színészi tanfolyamot és két filmben szerepelt mellékszerepben. 2008. április 24-én feleségül ment férjéhez, egy párizsi bankárhoz, Antoine d’Engremont-hoz, akivel először 2005-ben találkozott, és az év októberében a Jeune Afrique magazin újságírójaként kezdett dolgozni. A munka sok utazással járt. Miután 2011-ben megszületett a fia, és Tunéziában letartóztatták, miközben az arab tavaszról tudósított, úgy döntött, hogy felmond a Jeune Afrique-nél, hogy szabadúszóként dolgozzon, és inkább regényt írjon. A regényt azonban a kiadók elutasították. 2013-ban Slimani részt vett Jean-Marie Laclavetine, a Gallimard regényírója és szerkesztője íróműhelyén. Érdeklődött Slimani írásai iránt, és segített neki fejleszteni stílusát; 2014-ben Slimani kiadta első regényét Dans le jardin de l’ogre ("Az Ogre kertjében" – angol fordításban "Adèle") címmel a Gallimard kiadónál. A regény jól szerepelt a francia kritikusok körében, és Marokkóban megkapta a La Mamounia irodalmi díjat. Két évvel később a Chanson douce című pszichológiai thrillerrel folytatta, amely elnyerte a Goncourt-díjat, és irodalmi sztárrá tette Franciaországban, valamint a nemzetközi közönség számára is ismertté tette. 2017-ben megszületett második gyermeke, egy leány.
Marokkói állampolgársága mellett Slimani elzászi öröksége miatt francia állampolgársággal is rendelkezik. 2017-ben a francia kormány az Ordre des Arts et des Lettres tisztjévé nevezte ki. 2021 óta Portugáliában, Lisszabonban él.
2022 augusztusában bejelentették, hogy ő lesz a 2023-as Nemzetközi Booker-díj bírálói elnöke.

## Magánélete
Leïla Slimani 2008 óta házas, férje Antoine d'Engremont bankár, két gyermeke van (egy 2011-ben született fiú és egy 2017-ben született lány).

## Munkái

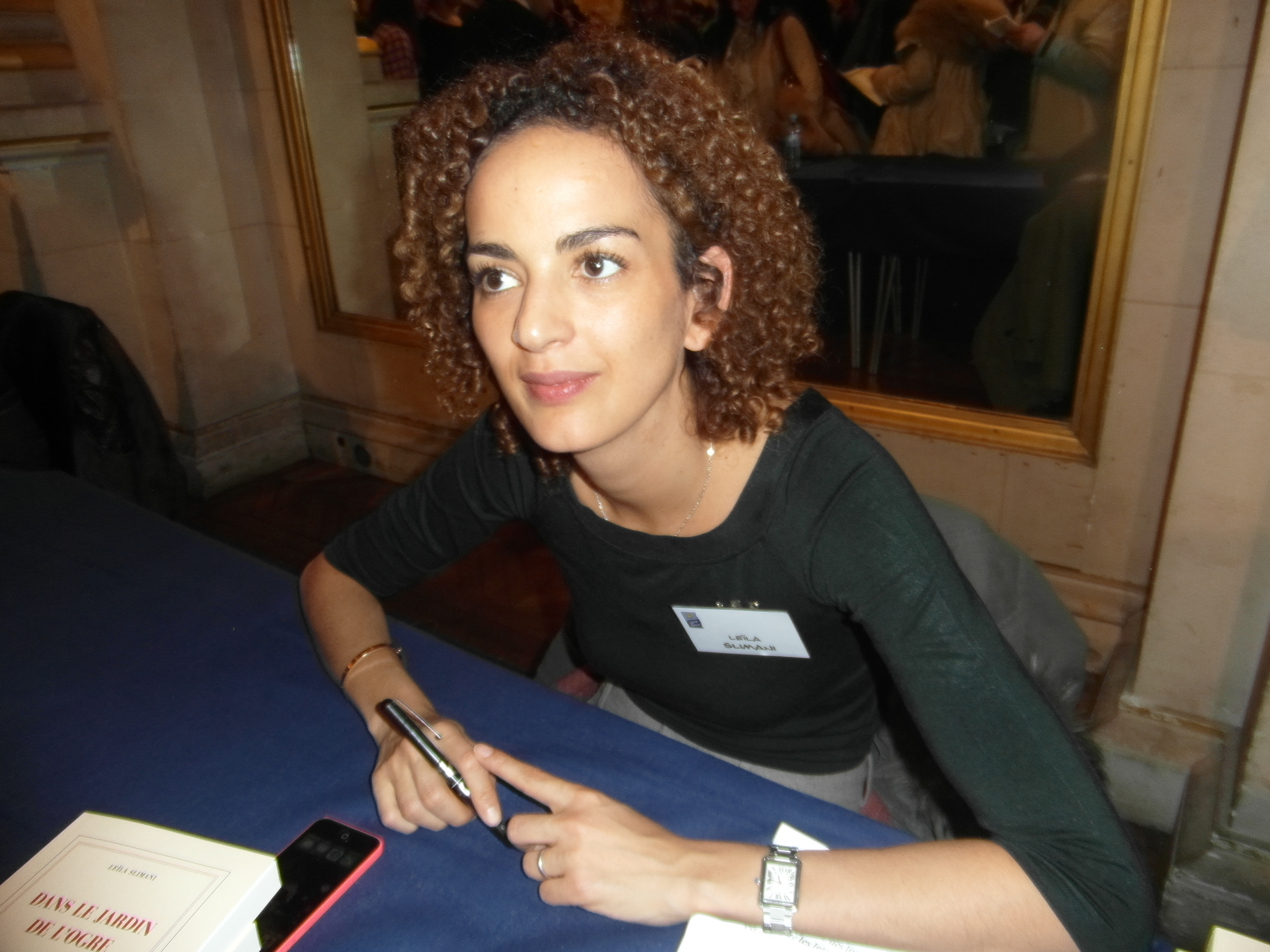
Slimani 2015-ben

### Politika
2017. november 6-án Emmanuel Macron francia elnök kinevezte Leïla Slimanit személyes képviselőjének a Frankofónia Nemzetközi Szervezetéhez.

### Fikció

#### Adèle
Slimani első regénye, a Dans le jardin de l’ogre, amely angolul Adèle címen jelent meg, egy nő történetét meséli el, aki szexuális függősége miatt elveszti az irányítást élete felett. Slimani azután kapta meg az ötletet a történetéhez, hogy látta Dominique Strauss-Kahn hírét. A regény jól szerepelt a francia kritikusok körében; Marokkóban megkapta a La Mamounia irodalmi díjat.

#### Lullaby/The Perfect Nanny

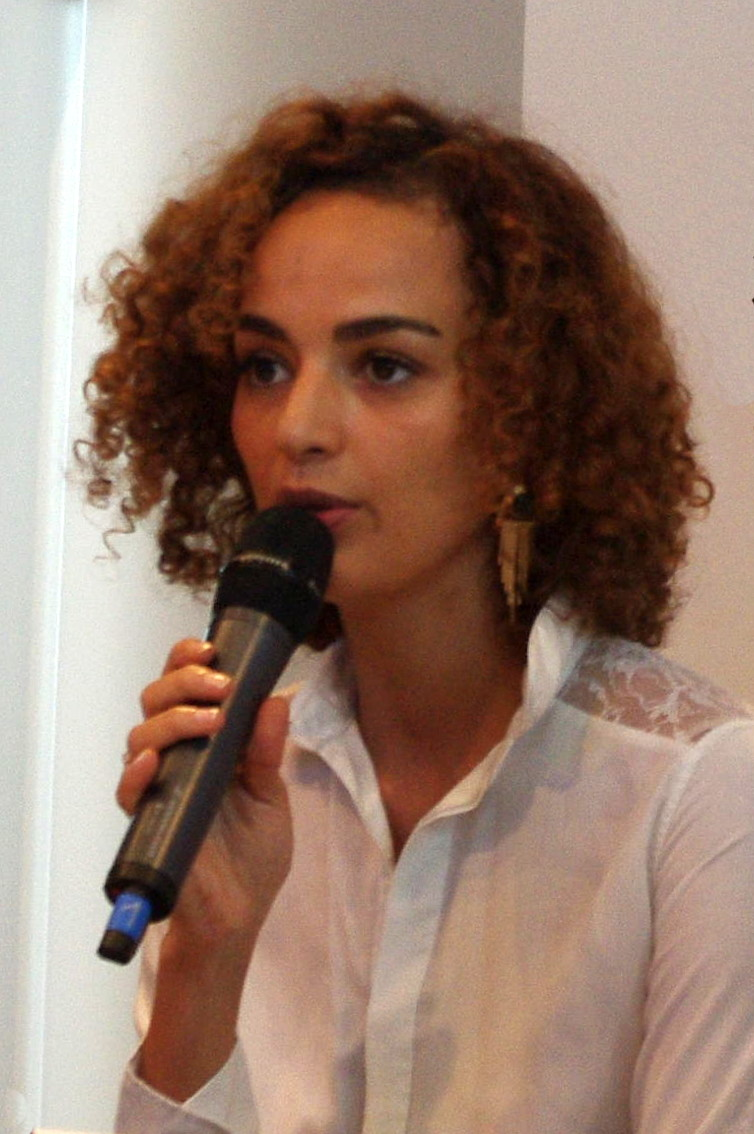
2017-ben a Frankfurti Könyvvásáron

A Chanson douce ("Altatódal") két fiatal testvér dajkájuk által elkövetett kettős gyilkosságának története, amelyet a Krim-gyerekek 2012-es manhattani dadus általi meggyilkolása ihletett. A regény közvetlenül azután kezdődik a gyilkosságot, majd elmeséli a szülők, egy liberális, felső középosztálybeli párizsi házaspár, valamint a gazdaságilag és lélektani nehézségekkel küzdő dajkájuk hátterét. Slimani a dadát Louise-nak nevezte el Louise Woodward után, aki egy brit au pair volt az Egyesült Államokban, és akit elítéltek a rábízott kisgyermek gondatlanságból elkövetett emberöléséért. A regényt a francia kritikusok jól fogadták. Gyorsan bestsellerré vált, három hónapon belül több mint 76 000 példányban nyomtatták ki, még azelőtt, hogy a könyv 2016-ban elnyerte a Goncourt-díjat. Ezt követően Franciaország legolvasottabb könyvévé vált abban az évben, több mint 450 000 nyomtatott példányával; 2017 végéig körülbelül 600 000 példányt adtak el Franciaországban. 18 nyelvre fordították le, és további 17 nyelvre készül; regényének angol fordítása (Sam Taylor) 2018-ban jelent meg The Perfect Nanny címmel az Egyesült Államokban és Lullaby címmel az Egyesült Királyságban.[5][16] 2019-ben a Lullaby elnyerte a British Book Award díjat „Az év bemutatkozó könyve” kategóriában.

#### Le pays des autres
Le pays des autres, lit. "Mások országa" (Gallimard, 2020), az író saját családjáról tervezett trilógia első regénye, anyai nagyszüleinek életével foglalkozik az 1950-es évek marokkói dekolonizációs időszakában. 2022-ben jelent meg a trilógia második kötete, a Regardez-nous danser (szó szerint: „Nézd, hogy táncolunk”).

### Non-fiction
Slimani több éven át újságíróként dolgozott, és tudósított Észak-Afrikáról és a Magreb-országokról, többek között a 2011-es arab tavaszról.
Sexe et Mensonges: La Vie Sexuelle au Maroc ("Szex és hazugságok: Szexuális élet Marokkóban") című könyve számos olyan nő beszámolóját gyűjti össze, akikkel interjút készített egy marokkói könyvkörút során.
La baie de Dakhla : itinérance enchantée entre mer et désert egy olyan marokkói régiót ír le az Atlanti-óceán partján, ahol az emberek a hagyományos élet és a modernitás közötti átmenet időszakát élik át.

## Könyvei
- La baie de Dakhla : itinérance enchantée entre mer et désert. Casablanca: Malika Editions (2013. július 25.). ISBN 9789954037669. OCLC 889653067
- Dans le jardin de l'ogre. Paris: Éditions Gallimard (2014. július 25.). ISBN 9782070146239. OCLC 889705369
- Chanson douce. Paris: Éditions Gallimard (2016. július 25.). ISBN 9782070196678. OCLC 957971440
- Le diable est dans les détails. Éditions de l'Aube (2016. július 25.). ISBN 9782815921442
- Sexe et mensonges : La vie sexuelle au Maroc – Les Arènes, Paris, 2017 ISBN 978-2-35204-568-7
- Paroles d'honneur – Les Arènes, Paris, 2017, ISBN 978-2-35204-654-7, illustrated by Laetitia Coryn(wd)
- Le pays des autres – Gallimard, March 2020, ISBN 2072887992
- Regardez-nous danser – Gallimard, February 2022, ISBN 9782072972553

### Magyarul megjelent
- Altatódal (Chanson douce) – Európa, Budapest, 2017 · ISBN 9789634058281 · Fordította: Lőrinszky Ildikó
- Az ogre kertjében (Dans le jardin de l'ogre) – Európa, Budapest, 2021 · ISBN 9789635044023 · Fordította: Lőrinszky Ildikó
- Mások országa (Le pays des autres) – Európa, Budapest, 2024 · ISBN 9789635048670 · Fordította: Lőrinszky Ildikó
- Nézd, hogyan táncolunk! (Regardez-nous danser) – Európa, Budapest, 2025 · ISBN 9786151060353 · Fordította: Lőrinszky Ildikó

## Fordítás
- Ez a szócikk részben vagy egészben  a   Leïla Slimani című angol Wikipédia-szócikk fordításán alapul.  Az eredeti cikk szerkesztőit annak laptörténete sorolja fel. Ez a jelzés csupán a megfogalmazás eredetét és a szerzői jogokat jelzi, nem szolgál a cikkben szereplő információk forrásmegjelöléseként.